# Angelo Lambiris
Angelo John Leonis Lambiris (* 8. Juli 1947 in Selukwe, Südrhodesien), manchmal auch als A. J. L. Lambiris zitiert, ist ein südafrikanischer Herpetologe.

## Leben
Lambiris erlangte 1975 ein Hochschuldiplom (N.H.E.D.) von der Rhodes-Universität. Von 1976 bis 1983 war er als Highschool-Lehrer in Südrhodesien, später Simbabwe, tätig. Von 1984 bis 1992 war er Naturschutzwissenschaftler am Natal Parks Board. 1992 wurde er an der ehemaligen Universität von Natal mit der Dissertation The use of laryngeal and buccopharyngeal morphology in anuran taxonomy zum Ph.D. promoviert. Von 1993 bis 1994 war er beratender Herpetologe in England. Von 1995 bis 2005 war er Lecturer für Zoologie an den Universitäten von Durban-Westville und KwaZulu-Natal. Seit 2008 ist er Treuhänder und Ausschussmitglied der Animal Interest Alliance.
Lambiris ist Mitglied der Herpetological Association of Africa, wo er von 1998 bis 1999 Vorsitzender war, der Society for the Study of Amphibians and Reptiles sowie der Royal Society of Biology. 2011 wurde er mit dem eThekwini Living Legends Award, einer Initiative der Parks, Recreation & Culture Service Unit der EThekwini Metropolitan Municipality ausgezeichnet.
Lambiris lebt im Ruhestand, ist jedoch nach wie vor in der herpetologischen Forschung und der herpetologischen Medizin tätig und leitet die June Carol Lambiris Memorial Surgery for Reptiles and Amphibians, ein gemeinnütziges Zentrum in Hillcrest, KwaZulu-Natal, für die medizinische und chirurgische Behandlung wild lebender oder gefangener Reptilien, die von Tierärzten und Tierschutzorganisationen überwiesen werden. Jährlich werden etwa 350 bis 400 Tiere behandelt. Die chirurgischen Eingriffe, die häufig auch semimikrochirurgische Eingriffe umfassen, erstrecken sich auf die Bereiche Neurochirurgie, Orthopädie, Gastroenterologie, urinogene und pulmonale Eingriffe sowie zahlreiche polytraumatische Fälle. Die Verfahren werden ständig weiterentwickelt und verfeinert, da die Ressourcen und die Erfahrung zunehmen. Die Chirurgie ist fast ausschließlich auf Spenden angewiesen, um ihren Betrieb aufrechtzuerhalten. Das Zentrum ist mit der BioVeterinary Group in London assoziiert.
Lambiris ist wissenschaftlicher Mitarbeiter ehrenhalber an den herpetologischen Abteilungen des Natal Museums und des Durban Natural Science Museums. Er veröffentlichte über 180 wissenschaftliche Artikel und zwei Bücher über verschiedene Aspekte von Amphibien. Dazu gehören The Frogs of Zimbabwe (1989/1990) und Frogs and toads of the Natal Drakensberg (1988).
Lambiris’ herpetologische Sammlung umfasst etwa 5000 katalogisierte Exemplare mit 500 Arten beziehungsweise Unterarten, vor allem aus dem zentralen und südlichen Afrika. Diese befinden sich in Hillcrest, KwaZulu-Natal, und wurden dem Durban Natural Science Museum übertragen. Darunter sind auch Exemplare, die aus verstreuten Zufallsstichproben in der Provinz Freistaat sowie in Lesotho stammen, vor allem zwischen dem Sanipass und der Katse-Talsperre.